# Sesbania bispinosa
La Sesbania bispinosa, también denominada Sesbania aculeata (Willd.) Pers., es una planta de la familia Fabaceae del género Sesbania. 

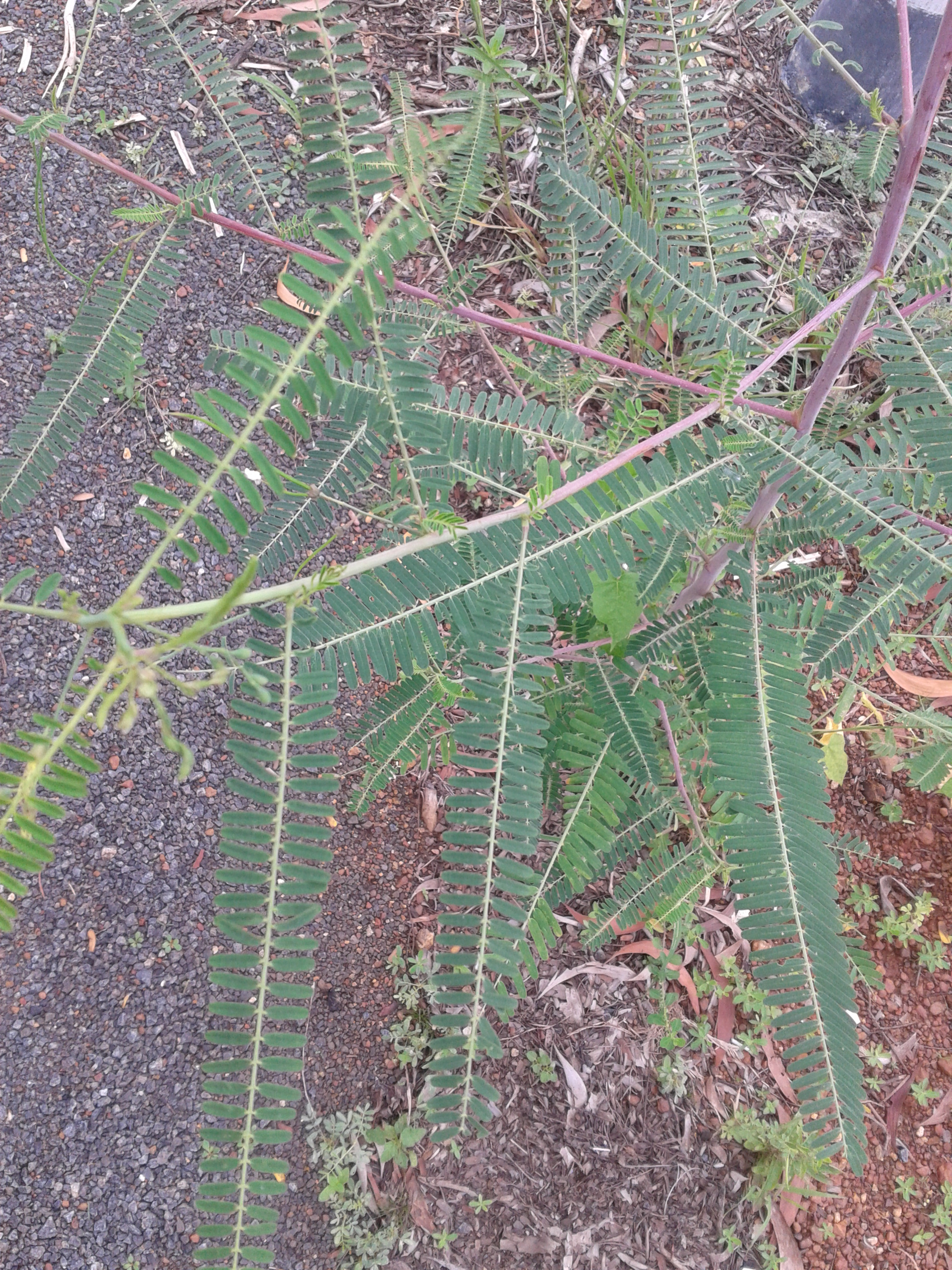
Detalle de la planta

La flor que es comestible; es la flor oficial de la Provincia de Phra Nakhon Si Ayutthaya, Tailandia.

## Descripción
Es un arbusto anual que puede alcanzar los 7 m de altura, aunque por lo general crece de 1 a 2 m de altura. Produce tallos fibrosos con largas hojas y sus flores son flores amarillas con pintas violeta. Produce vainas que contienen granos marrón claro.

## Distribución y hábitat
Es nativa de Asia y partes de África, es muy común en la zona tropical de África donde crece como un yuyo invasor común, y se la introducido en América. Puede crecer en suelos salinos. S. bispinosa se encuentra adaptada a suelos húmedos pesados pero aparentemente también se adapta a regiones arenosas o proclives a la sequía. Es muy cultivada en la India y se la cultiva en arrozales en Vietnam para uso como combustible.

## Usos
Esta planta tiene un gran número de usos, incluidos abono verde, paja de arroz, combustible y forraje para ganado.
- Se la puede utilizar como cáñamo industrial para fabricar sogas, redes de pesca, velas y lonas. Sus fibras son similares a las de los abedules y podrían ser utilizadas como fibra para producir papel.
- El follaje es un buen forraje para ganado y los granos pueden utilizarse para alimentar to aves de corral. La planta también ha sido utilizada como alimento en casos de hambruna o pobreza extrema.
- La goma natural de esta planta se puede utilizar como agente espesante.
- Al igual que otras legumbres, se la puede plantar para mejorar el suelo ya que ayuda a fijar nitrógeno.
- Es un buen combustible para hacer fuego.
- Los granos han sido utilizado para preparar cataplasmas para tratar tiña y otras infecciones de la piel.

## Uso de sus flores en gastronomía
Las flores amarillas de S. aculeata son consumidas en el sureste asiático. Son mucho más pequeñas que las flores blancas de Sesbania grandiflora que sin embargo son más populares, pero poseen una forma similar. Se las aprecia en la cocina de Tailandia y Vietnam.
En tailandés las flores son denominadas ดอกโสน (dok sanō). En la cocina tailandesa se las utiliza tanto crudas como cocidas, a veces se las utiliza para preparar omeletes y dulces.

## Taxonomía
Sesbania bispinosa fue descrita por (Jacq.) W.Wight y publicado en U.S. Department of Agriculture Bureau of Plant Industry Bulletin 137: 15. 1909.
Sinonimia
- Aeschynomene aculeata Schreb.
- Aeschynomene aculeata Royle
- Aeschynomene bispinosa Jacq.
- Aeschynomene spinulosa Roxb.
- Coronilla aculeata Willd.
- Coronilla aculete Willd.
- Sesban aculeatus Poir.
- Sesbania aculeata (Willd.) Pers.
- Sesbania aculeata Poir.
- Sesbania aculeata var. elatior Prain
- Sesbania aculeata var. micrantha Chiov.
- Sesbania aegyptiaca sensu Bojer
- Sesbania arborescens Kostel.[7]